# مارتي بلوك
مارتي بلوك (بالإنجليزية: Marty Block)‏ هو محامي وسياسي أمريكي، ولد في 28 يونيو 1950 في الولايات المتحدة. حزبياً، نشط في حزب كاليفورنيا الديمقراطي ‏ والحزب الديمقراطي. وقد انتخب عضو جمعية ولاية كاليفورنيا.